# Kușcivka, Țarîceanka
Kușcivka (în ucraineană Кущівка) este un sat în comuna Babaikivka din raionul Țarîceanka, regiunea Dnipropetrovsk, Ucraina.

## Demografie
Componența lingvistică a localității Kușcivka
     Ucraineană (98,28%)
Conform recensământului din 2001, majoritatea populației localității Kușcivka era vorbitoare de ucraineană (98,28%), existând în minoritate și vorbitori de alte limbi.